# Eugenio de Tapia García
Eugenio de Tapia García, född 18 juli 1776 i Ávila, död 4 augusti 1860 i Madrid, var en spansk jurist, historiker, politiker och författare. 
Tapia verkade en tid som advokat och tidningsman, var 1810–20 redaktör för regeringens tidning "La Gaceta", blev 1821 deputerad, men landsförvisades 1824 jämte andra liberaler. Vid sin återkomst till Spanien blev han överdirektör för undervisningsväsendet, invaldes i Real Academia Española och var 1843–47 överbibliotekarie vid Nationalbiblioteket. 
Tapia begagnade flera pseudonymer. Så publicerade han under pseudonymen "El licenciado Machuca" Ensagos satíricos en prosa y verso (1820) och under pseudonymen "Don Valentin del Mazo y Correa" La bruja, el duende y la inquisición (1837), ett romantisk-burleskt skaldestycke. Vidare att nämna är Poesías líricas, satíricas y dramáticas (1821), tragedierna Agamemnón och Cosroas y Siroe samt dramerna La Acelina, La madrastra, La soltera suspicaz, El hijo predilecto och Idomeneo. 
Tapia skrev även det historiska verket Historia de la civilización Española desde la invación de los árabes hasta la época presente (fyra band, 1840). Tapia är intagen i Spanska akademiens "Catálogo de autoridades de la lengua". Se Manuel Rivadeneyras "Biblioteca de autores españoles", band 67.